# الطبيب الجيد (مسلسل)
الطبيب الجيد (Good Doctor؛ Gut Dakteo) هو مسلسل تلفزيوني درامي جنوب كوري من 20 حلقة صدر عام 2013 من بطولة جو وون، مون تشاي وون، جو سانغ-ووك، كيم مين سيو، تشون هو جين. تم بثه على كي بي إس 2 من 5 أغسطس إلى 8 أكتوبر 2013، في أيام الاثنين والثلاثاء على الساعة 21:55.
في عام 2017 تم اقتباس المسلسل الكوري للنسخة الأمريكية من قبل ديفيد شور بنفس العنوان الطبيب الجيد (مسلسل 2017) والذي تم إنتاجه من طرف تليفيزيون سوني بيكتشرز التابع لسوني بيكتشرز إنترتينمنت واستوديوهات أي بي سي التابعة لمجموعة ديزني–اي بي سي التلفزيونية.

## قصة المسلسل
بارك شي أون (جو وون) هو متدرب يعاني من مرض التوحد، أثناء طفولته يتم إرساله إلى مركز رعاية متخصص حيث تكتشف أن لديه ذاكرة فوتوغرافية عبقرية ومهارات حرفية مذهلة. فيدخل في نهاية المطاف مجال جراحة الأطفال كطبيب مقيم حيث يتم إعطائه ستة أشهر لإثبات قدرته وإذا استقال بارك شي أون سيستقيل مدير المستشفى. ومع ذلك، بسبب حالته العقلية والعاطفية غير النمطية، يواجه شي أون أقرانه والمرضى الذين ينظرون إليه على أنه طفولي وغير موثوق به. حيث يصفه الجراح كيم دو-هان (جو سانغ-ووك) بالروبوت الخالي من المشاعر لأنه لا يستطيع الاعتماد إلا بشكل كبير على ذاكرته التصويرية بدلاً من الشعور بما يحتاجه المريض. 
وعلى الرغم من مساعدة بعض زملائه المقيمين فإن المستشفى يبقى عالما شرسا مليئا بالتحديات والتنافس الذي سيتعقد أكثر عندما يقع في حب زميلته يون سيو.

## بطولة
- جو وون : بارك شي أون[1][2][3]
  - تشوي رو وون : بارك شي أون (طفل)
- مون تشاي وون : تشا يون سيو[4][5][6]
- جو سانغ-ووك : كيم دو هان[7][8][9]
- كيم مين سيو : يو تشاي كيونج

## نسبة المشاهدة
تربع المسلسل أول مرة على قائمة الرسم البياني لجدول التلفزيون. محافظا على المركز الأول في جدول المواعيد معظم الفترات حيث بلغ متوسط نسبة المشاهدة 17.4٪ (TNMS) و 18.0٪ (AGB Nielsen).
في الجدول أدناه، الأرقام الزرقاء تمثل أدنى درجات المشاهدة والأرقام الحمراء  تمثل أعلاها. مع ترتيب لكل حلقة.
| # حلقات        | تاريخ البث الأصلي | متوسط مشاهدة الجمهور  | متوسط مشاهدة الجمهور  | متوسط مشاهدة الجمهور                   | متوسط مشاهدة الجمهور                   |
| # حلقات        | تاريخ البث الأصلي | التقييم حسب شبكة TNmS | التقييم حسب شبكة TNmS | التقييم حسب شبكة AGB Nielsen الفلبينية | التقييم حسب شبكة AGB Nielsen الفلبينية |
| # حلقات        | تاريخ البث الأصلي | على الصعيد الوطني     | منطقة سول العاصمة     | على الصعيد الوطني                      | منطقة سول العاصمة                      |
| -------------- | ----------------- | --------------------- | --------------------- | -------------------------------------- | -------------------------------------- |
| 1              | 5 أغسطس 2013      | 10.5%                 | 10.3%                 | 10.9%                                  | 11.6%                                  |
| 2              | 6 أغسطس 2013      | 13.6%                 | 14.6%                 | 14.0%                                  | 15.1%                                  |
| 3              | 12 أغسطس 2013     | 13.8%                 | 14.6%                 | 15.3%                                  | 16.2%                                  |
| 4              | 13 أغسطس 2013     | 15.9%                 | 16.9%                 | 15.8%                                  | 15.8%                                  |
| 5              | 19 أغسطس 2013     | 16.5%                 | 17.6%                 | 18.0%                                  | 18.5%                                  |
| 6              | 20 أغسطس 2013     | 18.4%                 | 20.4%                 | 19.0%                                  | 20.0%                                  |
| 7              | 26 أغسطس 2013     | 17.2%                 | 18.1%                 | 17.4%                                  | 18.2%                                  |
| 8              | 27 أغسطس 2013     | 17.5%                 | 19.0%                 | 18.4%                                  | 18.5%                                  |
| 9              | 2 سبتمبر 2013     | 17.0%                 | 18.3%                 | 17.4%                                  | 17.4%                                  |
| 10             | 3 سبتمبر 2013     | 18.5%                 | 20.5%                 | 18.4%                                  | 18.3%                                  |
| 11             | 9 سبتمبر 2013     | 18.3%                 | 20.2%                 | 18.3%                                  | 18.7%                                  |
| 12             | 10 سبتمبر 2013    | 20.0%                 | 22.2%                 | 19.4%                                  | 19.4%                                  |
| 13             | 16 سبتمبر 2013    | 17.5%                 | 19.3%                 | 17.9%                                  | 18.4%                                  |
| 14             | 17 سبتمبر 2013    | 18.9%                 | 20.3%                 | 18.6%                                  | 19.3%                                  |
| 15             | 23 سبتمبر 2013    | 18.5%                 | 20.2%                 | 19.6%                                  | 20.3%                                  |
| 16             | 24 سبتمبر 2013    | 20.9%                 | 22.7%                 | 21.5%                                  | 22.8%                                  |
| 17             | 30 سبتمبر 2013    | 18.0%                 | 20.5%                 | 20.3%                                  | 21.1%                                  |
| 18             | 1 أكتوبر 2013     | 19.0%                 | 21.4%                 | 20.6%                                  | 21.5%                                  |
| 19             | 7 أكتوبر 2013     | 17.6%                 | 20.1%                 | 19.0%                                  | 20.0%                                  |
| 20             | 8 أكتوبر 2013     | 19.5%                 | 22.4%                 | 19.2%                                  | 19.5%                                  |
| متوسط المشاهدة | متوسط المشاهدة    | 17.4%                 | 18.9%                 | 18.0%                                  | 18.5%                                  |

## روابط خارجية
- الموقع الرسمي
- الصفحة الرئيسية للمسلسل في موقع قناة كي بي إس
- الصفحة الرئيسية للمسلسل في موقع هان سينما.
- الطبيب الجيد على موقع IMDb (الإنجليزية)
- الطبيب الجيد على موقع نتفليكس (الإنجليزية)
- الطبيب الجيد على موقع كينوبويسك (الروسية)
- الطبيب الجيد على موقع ألو سيني (الفرنسية)
- الطبيب الجيد على موقع قاعدة بيانات الفيلم (الإنجليزية)